# Novembre 1818

## Événements
- 30 novembre : retrait anticipé des troupes d'occupation en France, à la suite du paiement anticipé des indemnités de guerre exigées par les Alliés.

## Naissances
- 5 novembre : Pedro Parraga, matador espagnol († 15 octobre 1859).
- 7 novembre : Emil du Bois-Reymond (mort en 1896), physiologiste allemand.
- 9 novembre : Ivan Tourgueniev, écrivain russe († 3 septembre 1883).
- 21 novembre : Lewis Henry Morgan (mort en 1881), anthropologue américain.